# Frecuencia 04
Frecuencia 04 è una telenovela argentina diretta da José Luis Massa. La prima visione si è svolta il 19 aprile 2004 su Telefe.
La serie conta 120 episodi con durata di 45 minuti circa ed è stata ideata da Claudio Lacelli.

## Produzione
La serie viene annunciata nel gennaio del 2004. Lo sceneggiato viene confermato nel febbraio 2004 dall'ufficio stampa di Telefe, confermandone la trama e il cast attuale. Il programma è stato accolto positivamente dai quotidiani argentini: il giornale La Nación lo ha classificato come "regolare".
Al suo debutto, la serie ha raggiunto 14.2 punti di rating, superando la concorrenza; infatti Flor - Speciale come te, in quella giornata, ha raggiunto 12.3 punti secondo i dati stilati da IBOPE.

## Trama
La serie descrive la vita quotidiana di alcuni giovani argentini alle prese con la danza, teatro o musica. I protagonisti, durante la serie, creeranno un gruppo musicale e una radio, il cui scenario è il "El Galpón", un luogo abbandonato che ha la funzione di essere un centro per esprimere la propria vocazione artistica.

## Distribuzioni internazionali
| Paese          | Canale/i               |
| -------------- | ---------------------- |
| Venezuela      | LaTele                 |
| Spagna         | K3, Nickelodeon Spagna |
| Panama         | RCM                    |
| Israele        | Nickelodeon Israele    |
| Russia         | Muz-TV                 |
| Kazakistan     | НТК                    |
| Internazionale | Telefe Internacional   |